# Heikki Paasonen (filolog)
Heikki Paasonen, född den 2 januari 1865 i S:t Michel, död den 24 augusti 1919 i Helsingfors, var en finländsk filolog och folklivsforskare. Han var far till Aladár Paasonen.
Paasonen blev student 1881 samt filosofie licentiat och docent i finsk-ugrisk språkvetenskap vid Helsingfors universitet 1893. Han genomförde studieresor i östra Ryssland, till mordviner, om vilkas språk han utgav flera arbeten, samt till tjeremisser och ostjaker (1889-1902), varunder han insamlade ett avsevärt material, vilket har publicerats efter hans död. Åren 1898-1902 innehade han för detta ändamål ett av de stora Rosenbergska reseunderstöden. År 1902 befordrades Paasonen till överinspektor i skolöverstyrelsen samt erhöll 1904 professuren i finsk-ugrisk språkvetenskap vid universitetet. 
Tillsammans med E.N. Setälä utredde han släktskapet mellan finsk-ugriska språk och samojediska ("Beträge zur finnisch-ugrisch-samojedischen Lautgeschichte", i Keleti Szemle, 1912-1917). Genom sitt intresse för mordvniska kom Paasonen i kontakt med tjuvasjiskan. Han besökte Tjuvasjien två gånger och samlade material. Resultatet blev en tjuvasjisk ordbok (tjuvasjisk-ungersk-tysk) som hette Tschuwaschisches Wörterverzeichnis (Csuvas szójegysék). Denna ordbok utgavs i Budapest 1908. Den gavs ut som tjuvasjisk-turkisk ordbok (Çuvaş Sözlüğü) 1950 och spelar fortfarande en stor roll i tjuvasjisk lingvistik.
Bland Paasonens uppsatser är de främsta Mordwinische Lautlehre (1893), Die türkischen Lehnwörter im Mordwinischen (i Finsk-ugriska sällskapets Journal, 1897; en motsvarande uppsats om ostjakiskan ingår i Finnisch-ugrische Forschungen, II), Die sogenannten Karatajmordwinen (i nämnda journal 1902), Die finnisch-ugrischen s-laute (1903, i Mémoires de la société finno-ougrienne, 1918) och Mordwinische Chrestomathie mit Glossar und grammatikalischem Abriss (1909).